# Congregações Reformadas na Holanda (desconectadas)
As Congregações Reformadas na Holanda (desconectadas) ou Congregações Reformadas nos Países Baixos (desconectadas) (CRPBd) — em holandês: Gereformeerde Gemeenten in Nederland (buiten verband) — formam uma denominação reformada continental conservadora na Holanda, desde 1980, por igrejas que se separaram das Congregações Reformadas na Holanda. A principal causa da divisão foi o conflito entre pastores de sete igrejas e a denominação de origem. Consequente, as 7 igrejas se separaram e formaram a CRPBd.

## História

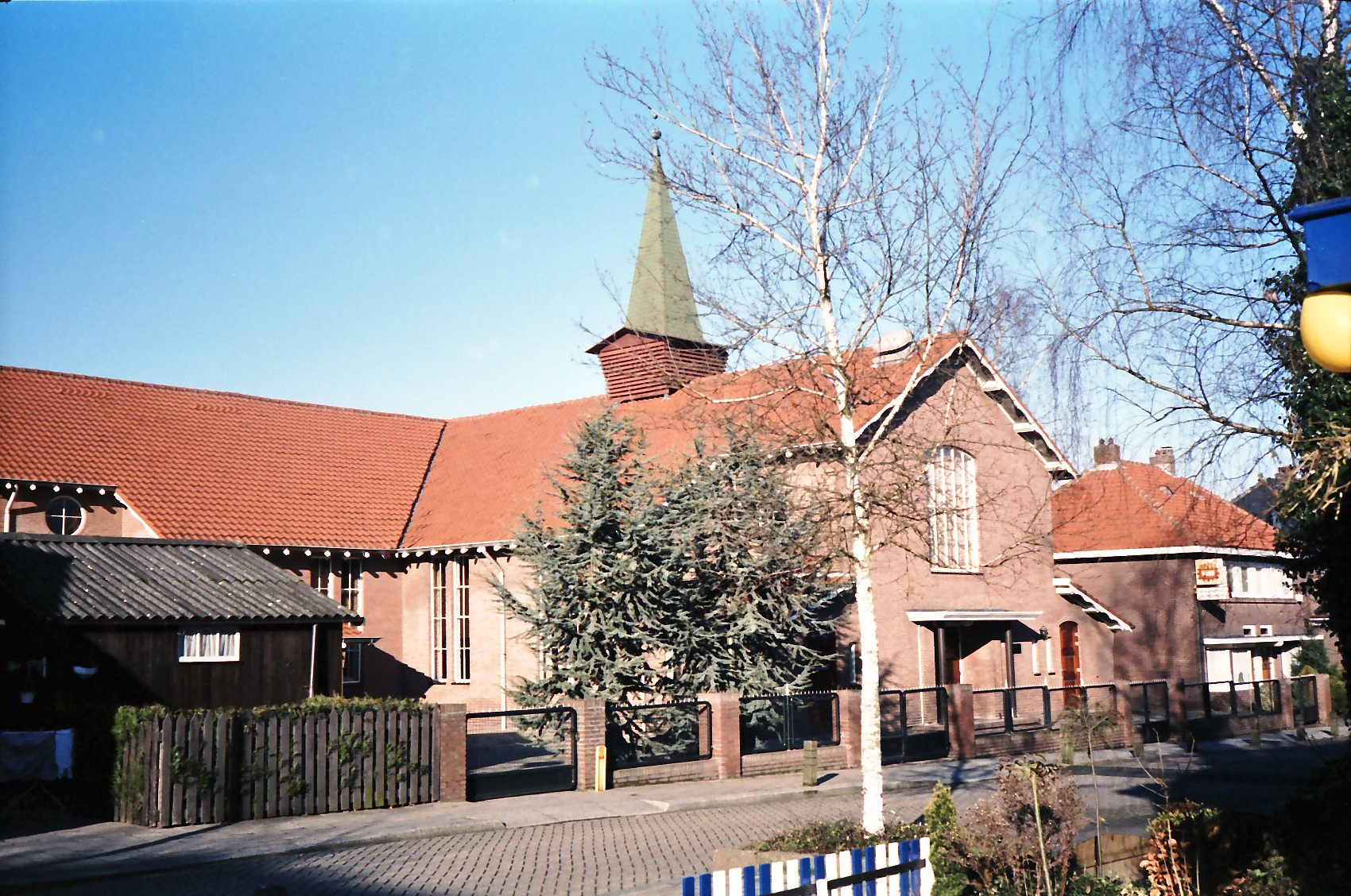
Edifício de uma congregação reformada desconectada na Holanda, em Veenendaal.

Em 1953, as Congregações Reformadas (CR) debateram sobre a doutrina da oferta bem intencionada do Evangelho. A denominação apoiou a doutrina, mas um grupo de igrejas se opôs ao posicionamento. Consequentemente, algumas igrejas se separaram da denominação e formaram as Congregações Reformadas na Holanda ou Congregações Reformadas nos Países Baixos (CRPB).
Todavia, em 1980, conflitos entre pastores de 7 igrejas e a denominação levou à uma divisão. As 7 igrejas se separaram e formaram Congregações Reformadas na Holanda (desconectadas) ou Congregações Reformadas nos Países Baixos (desconectadas) (CRPBd).
Em 2004, a denominação tinha 7 igrejas e 3.000 membros. Todavia, desde então, alguns de seus pastores faleceram e algumas igrejas foram fechadas. Em 2020, restavam 3 igrejas e cerca de 1.500 membros.

## Doutrina
A denominação subscreve o Credo dos Apóstolos, Credo de Atanásio, Credo Niceno e o Catecismo de Heidelberg.